# ナシム・シャドリ
ナシム・シャドリ（アラビア語: نسيم الشاذلي、フランス語: Nassim Chadli、2001年7月28日 - ）は、モロッコとフランスのサッカー選手。ポジションはFW。

## クラブ歴
ニーム・オリンピックの下部組織出身で2021年2月10日にクープ・ドゥ・フランスで選手初出場を記録した。5月4日にプロ契約を締結した。
同年夏にESTACに完全移籍。2022年7月29日、同じシティ・フットボール・グループ傘下のロンメルSKに期限付き移籍した。
2023年1月、ル・アーヴルACに2年半契約で移籍した。

## 代表歴
2020年10月に行われたモロッコU-20代表の親善試合で出場経験がある。 

## 私生活
サッカーモロッコ代表のハリド・ブタイブは叔父にあたる。